# Lissonota mesorufa
Lissonota mesorufa är en stekelart som först beskrevs av Setsuya Momoi 1970.  Lissonota mesorufa ingår i släktet Lissonota och familjen brokparasitsteklar. Inga underarter finns listade i Catalogue of Life.